# Juli Esteve i Carbonell
Juli Esteve i Carbonell (Puçol, 27 d'abril de 1959) és un periodista valencià.
És graduat i premi extraordinari en Història, Geografia i Història de l’Art per la Universitat Oberta de Catalunya (2017-2020). Abans havia estudiat fins a segon curs d’Enginyeria Industrial a la Universitat Politècnica de València (1976-1978) i fins a cinquè de Ciències Químiques a la Universitat de València (1978-1982).
Va ser corresponsal de comarques (entre desembre del 1980 i juliol del 1982) i redactor, cap de secció i redactor en cap del diari Noticias al Día, de València, des d’octubre del 1982 al juny del 1984. Posteriorment va treballar al diari El País (1985-1987) i com a subdirector del diari Avui, de Barcelona (1987-1989). L’abril del 1989 tornà a València per a formar part, com a coordinador d’Informatius, de l’equip que va posar en marxa la Televisió Valenciana, que va començar a emetre l’octubre d’eixe mateix any amb la marca comercial de Canal 9. L’any 1995, després de la victòria del PP en les eleccions autonòmiques del 28 de maig, s'incorporà a la Televisió de Catalunya com a delegat a València, lloc que abandonà voluntàriament l’abril del 2004 per a posar en marxa, juntament amb altres professionals valencians de la comunicació, el projecte civil i empresarial conegut com InfoTV, que aconseguí aportacions de prop d’un milió d’euros de més de 200 socis, amb la finalitat de crear un canal de televisió en valencià que fora l’alternativa a un Canal 9 que els promotors consideraven molt desviat dels seus objectius fundacionals.
InfoTV va cancel·lar les emissions el juliol del 2008 en no haver aconseguit de la Generalitat Valenciana les llicències de TDT locals i autonòmiques que havia sol·licitat i en veure desestimat el recurs contenciós-administratiu que presentat contra l’esmentada exclusió. En aquell moment InfoTV es va reconvertir en una productora audiovisual, especialitzada en la producció de documentals, sobretot de caràcter històric i memorialístic, sota la producció executiva de Juli Esteve, que també ha participat directament en el guió o la direcció d’alguns d’aquells treballs:
Valencians de Mallorca (2011), de Sergi Tarín i Juli Esteve.
- La Batalla del Varsòvia (2011), de Juli Esteve i Àlvar Martínez Vidal
- Algèria, el meu país (2012), de Juli Esteve, Esther Albert i Toni Arnau.
- Del Montgó a Manhattan. Valencians a Nova York, serie documental amb quatre títols, de Juli Esteve, Esther Albert i Toni Arnau.
- Cap a la terra promesa (2014)
- Adeu, Amèrica (2014)
- La guerra de sempre (2015)
- Els valencians d'Amèrica (2015)

- Amado Granell, el valencià que va alliberar París (2017, amb Austrohongaresa de Vapors, per a À Punt), de Juli Esteve, Esther Albert i Toni Arnau.
- Teixint llaços des del sud del sud (2021), de Juli Esteve i Esther Albert, per a l’AVL.
- Una Cendrellosa plena de màgia (2023), de Juli Esteve i Esther Albert, per a la Diputació de València.

D'altra banda, és coautor del llibre La televisió (im)possible. Deu anys d'informatius a Canal 9 (Edicions 3i4, 2000). I autor del llibre El somni americà contra el caciquisme i la fil·loxera (InfoTV, 2021), que recull íntegra la investigació feta entre 2012 i 2015 sobre l’emigració valenciana a l’Amèrica del Nord, entre el 1906 i el 1920. Esteve, mitjançant una consulta exhaustiva als arxius nord-americans va poder documentar l’arribada de 15.578 emigrants valencians fins al tancament de fronteres de l’1 de gener del 1921 que Washington aplicà als emigrants espanyols. Posteriorment, al capdavant d’un equip d’InfoTV, va localitzar i entrevistar, ací i als Estats Units, unes 700 persones, filles i netes dels que tornaren o nebodes i renebodes dels que s'hi van quedar per a sempre allà. La recerca inclogué també l’escaneig d’uns 12.000 documents i fotografies vinculats al fenomen. Amb tots aquests materials es van confeccionar primer els documentals, entre 2012 i 2015, i recentment el llibre.
Pel que fa als premis rebuts per Juli Esteve com a autor o coautor d’aquests treballs o en representació d’InfoTV cal fer esment dels següents: Premi Llibertat d’Expressió 2007 de la Unió de Periodistes Valencians, a InfoTV; Premi de la Crítica de l’Institut Interuniversitari de Filologia Valenciana 2006, a InfoTV; premi Guillermo Zúñiga al millor documental (Algèria, el meu país) en el I Certamen Audiovisual internacional sobre Exili i Migracions (Madrid, Mèxic, 2012); premi Mon-Doc 2012 al millor documental (Algèria, el meu país); premi del Festival Cinema Ciutadà Compromés 2015 al millor documental (Cap a la terra promesa); premi al valencià del Festival Cinema Ciutadà Compromés 2016 (La guerra de sempre); i premi al millor documental del Festival Cinema Ciutadà Compromés 2018 (Amado Granell, el valencià que va alliberar París).